# 24-cm-Kanone Theodor-Bruno (E)
Die 24-cm-Kanone Theodor-Bruno (E)  war ein deutsches Eisenbahngeschütz der Wehrmacht im Zweiten Weltkrieg.

## Geschichte
Bei der Kanone handelte es sich um das Rohr der 24-cm-Mantelringkanone  L/35 (24 cm Rk L/35 C/86) von den Küstenpanzerschiffen der Siegfried-Klasse und einer sechsachsigen Eisenbahnlafette, beides noch aus der Zeit vor dem Ersten Weltkrieg stammend. Die sechs gebauten Geschütze dienten zuvor in Küstenbatterien auf Norderney (Batterie Bremen) und Sylt (Batterie S1) und wurden 1935 dort demontiert.
Sie war eine Zwischenlösung, um bis zur Einführung der neuen modernen Konstruktionen K 5 und K 12 Eisenbahngeschütze zur Verfügung zu haben. Rechtzeitig für den Kriegsbeginn wurden die Geschütze 1939 übergeben.
Die Lebensdauer eines Rohres, das 151 Kilogramm schwere Geschosse verschoss, betrug ungefähr 1300 Schuss.

## Einsatz
Die sechs gebauten Kanonen wurden in den Eisenbahnbatterien 664, 674 und 722 zu je zwei Geschützen zum Einsatz gebracht.
Vier Geschütze waren von 1941 bis 1944 zum Schutz des Hafens von Cherbourg eingesetzt und wurden dort im Juni 1944 zerstört.